# Szász Ferenc (katona)
Szász Ferenc (Siménfalva, 1896 – ?, 1985) ny. vezérőrnagy. 
Miután elvégezte a soproni 3 éves katonai főreál iskolát, majd a Ludovika Akadémia egyéves tanfolyamát, 1916 augusztusában hadnaggyá avatták. Először az orosz majd az olasz fronton lett századparancsnok. Többször is megsebesült, ezért többször (is) kitüntették. A háború végén, 1918-ban Budapesten az államrendőrségi karhatalomnál szolgált. A Tanácsköztársaság (1919) idején a Vörös Vasas Hadosztály egyik zászlóaljparancsnoka volt. Emiatt internálták Romániába. Visszatérése után a Magyar Királyi Honvédséghez került. Először Dunavecsén a kiegészítő parancsnokságon, majd ezután a Határőrségnél, a ’30-as évek közepétől pedig a szegedi 9. honvéd gyalogezrednél szolgált. 1943. május 1-én előléptették ezredessé, 1944. január 1-én ezredparancsnokká nevezték ki. 1944 nyarán ezredével a frontra vonult, ahol november elején átállt az oroszokhoz. A felszabadulás / szovjet megszállás után előbb az szegedi 5. hadosztály parancsnoka, majd a szombathelyi 3. hadosztály parancsnoka volt, majd 1946-tól 1948 végéig a debreceni 4. honvédkerület parancsnoka volt. Ekkor (1948) nyugállományba helyezték (50%-os rokkantként), majd rendfokozatától – indoklás nélkül – megfosztották. 1956 nyarán rehabilitálták. Közben 1948-tól 1972-ig különböző vállalatoknál mint fizikai munkás, majd mint tervező dolgozott. 1970-től nyugdíjas lett. 1985-ben hunyt el. Sírja a békéscsabai Ligeti temetőben van.